# Смит, Джозеф Аллен
 Джозеф Аллен Смит (англ. Joseph Allen Smith; 1769, Чарлстон, провинция Южная Каролина — 28 ноября 1828, Чарлстон, штат Южная Каролина) — американский путешественник, коллекционер, плантатор. Один из первых американских путешественников, посетивших Россию.

## Биография
Родился в 1769 году в Южной Каролине в богатой и влиятельной семье. Его сводный брат Уильям Лоутон Смит стал политиком и дипломатом (конгрессменом и послом в Португалии).
В 1793—1807 годах путешествовал по Европе, побывав в Испании, Португалии, Англии, Италии. Во Флоренции Ф.-К. Фабром был написан портрет путешественника (ныне в Музее Фицуильяма). Живя в Лондоне, тесно общался с американским посланником Руфусом Кингом, во время дальнейших путешествий регулярно посылал ему письма, послужившие ценным источником информации.
В 1802 году прибыл в Россию. В Петербурге был принят при императорском дворе с почестями, полагающимися официальному представителю зарубежной державы (этому способствовало близкое знакомство с российским посланником в Лондоне С. Р. Воронцовым).
«Знаки дружбы и внимания, оказанные мне в этом городе превзошли все, что я мог ожидать или заслужил. Я бы не говорил об этом больше ничего, если бы не считал, что они во многих случаях предназначались не столько мне, сколько стране, к которой я принадлежал. В торжественных событиях при Дворе ко мне относились как к иностранным посланникам, и зачастую, будучи американским путешественником, я встречал более благожелательный прием, чем если бы я имел дипломатический статус… император пригласил меня отобедать с ним в семейной обстановке, посадил с собой рядом и беседовал со мной в течение некоторого времени об Америке и Франции» (из писем Смита Р. Кингу).
Кроме того, Смит имел встречи с императрицей-матерью Марией Федоровной и несколькими сановниками, из которых канцлер А. Р. Воронцов и министр внутренних дел В. П. Кочубей снабдили путешественника рекомендательными письмами.
В Петербурге Смит прожил два месяца, после чего направился в Москву (где из-за болезни провёл вдвое больший срок), а далее — в низовья Дона и Волги, побывав в Царицыне и Астрахани (осенью 1803 года). Дальнейший маршрут путешествия Смита включал Кавказ, Украину, Константинополь, Грецию и Персию.
Находясь в России, неоднократно писал Кингу о необходимости скорейшего установления дипломатических отношений между Россией и США. Из писем также следует, что в роли посланника Смит видел себя самого, однако желаемое назначение так и не состоялось — возможно, из-за связей путешественника с Федералистской партией, в 1801 году потерявшей власть.
В 1807 году вернулся в США, где проживал в Филадельфии. Коллекция живописи, собранная Смитом во время путешествий, наряду с дарами других меценатов послужила основой для собрания Пенсильванской академии изящных искусств. Увлекался античным искусством и повлиял на восприятие античности в США.
Письма Смита, посланные из России, были изданы в 1959 году в журнале South Carolina Historical Magazine.